# A Thousand Leaves
A Thousand Leaves è un album discografico del gruppo musicale statunitense Sonic Youth, pubblicato nel 1998 dalla Geffen Records.

## Tracce
Testi e musiche di Sonic Youth.
1. Contre le sexisme – 3:55
2. Sunday – 4:52
3. Female Mechanic Now on Duty – 7:43
4. Wildflower Soul – 9:04
5. Hoarfrost – 5:01
6. French Tickler – 4:52
7. Hits of Sunshine (For Allen Ginsberg) – 11:05
8. Karen Koltrane – 9:20
9. The Ineffable Me – 5:21
10. Snare, Girl – 6:38
11. Heather Angel – 6:09

## Formazione
- Thurston Moore - chitarra e voce
- Kim Gordon - chitarra, basso e voce
- Lee Ranaldo - chitarra e voce
- Steve Shelley - batteria